# María Jimena Pérez
María Jimena Pérez (ur. 6 lutego 1984) – argentyńska siatkarka, reprezentantka kraju. Obecnie występuje w drużynie Velez Sarsfield.